# 劳拉·德尔科莱
劳拉·德尔科莱（1983年5月30日—）是一名阿根廷曲棍球運動員，曾代表國家參加2012年倫敦奧運的女子曲棍球比賽，並獲得一面銀牌。